# Ull
Ull (Ullr, Uller) – w mitologii nordyckiej zimowy bóg narciarstwa, myślistwa i łucznictwa. Obdarzony wielką urodą, syn Sif i pasierb Thora, kochanek Hel i Frigg. Szczególnie czczony na Islandii. Siedzibą Ulla było Ydalir, czyli „cisowa dolina”.